# تتراایریدیم دودکاکربونیل
تتراایریدیم دودکاکربونیل (به انگلیسی: Tetrairidium dodecacarbonyl) با فرمول شیمیایی C۱۲O۱۲Ir۴ یک ترکیب شیمیایی است. که جرم مولی آن ۱۱۰۴٫۹۲ g/mol می‌باشد. شکل ظاهری این ترکیب، بلورهای زرد است.